# Avelis
Avelis là một chi nhện trong họ Thomisidae.